# Malawi ai Giochi della XXIX Olimpiade
Il Malawi ha partecipato ai Giochi della XXIX Olimpiade di Pechino, svoltisi dall'8 al 24 agosto 2008, con una delegazione di 4 atleti.

## Atletica leggera
| Gara             | Atleta           | Batterie | Batterie | Semifinali | Semifinali | Finale | Finale |
| Gara             | Atleta           | Tempo    | Pos.     | Tempo      | Pos.       | Tempo  | Pos.   |
| ---------------- | ---------------- | -------- | -------- | ---------- | ---------- | ------ | ------ |
| 1500 m maschili  | Chauncy Master   | 3'44"96  | 10       |            |            |        |        |
| 5000 m femminili | Lucia Chandamale |          |          | 16'44"09   | 28         |        |        |

## Nuoto
| Gara                        | Atleta            | Batterie | Batterie | Semifinali | Semifinali | Finale | Finale |
| Gara                        | Atleta            | Tempo    | Pos.     | Tempo      | Pos.       | Tempo  | Pos.   |
| --------------------------- | ----------------- | -------- | -------- | ---------- | ---------- | ------ | ------ |
| 50 m stile libero maschili  | Charlton Nyirenda | 27"46    | 80       |            |            |        |        |
| 50 m stile libero femminili | Zahra Pinto       | 32"53    | 82       |            |            |        |        |